# Hartland (Devon)

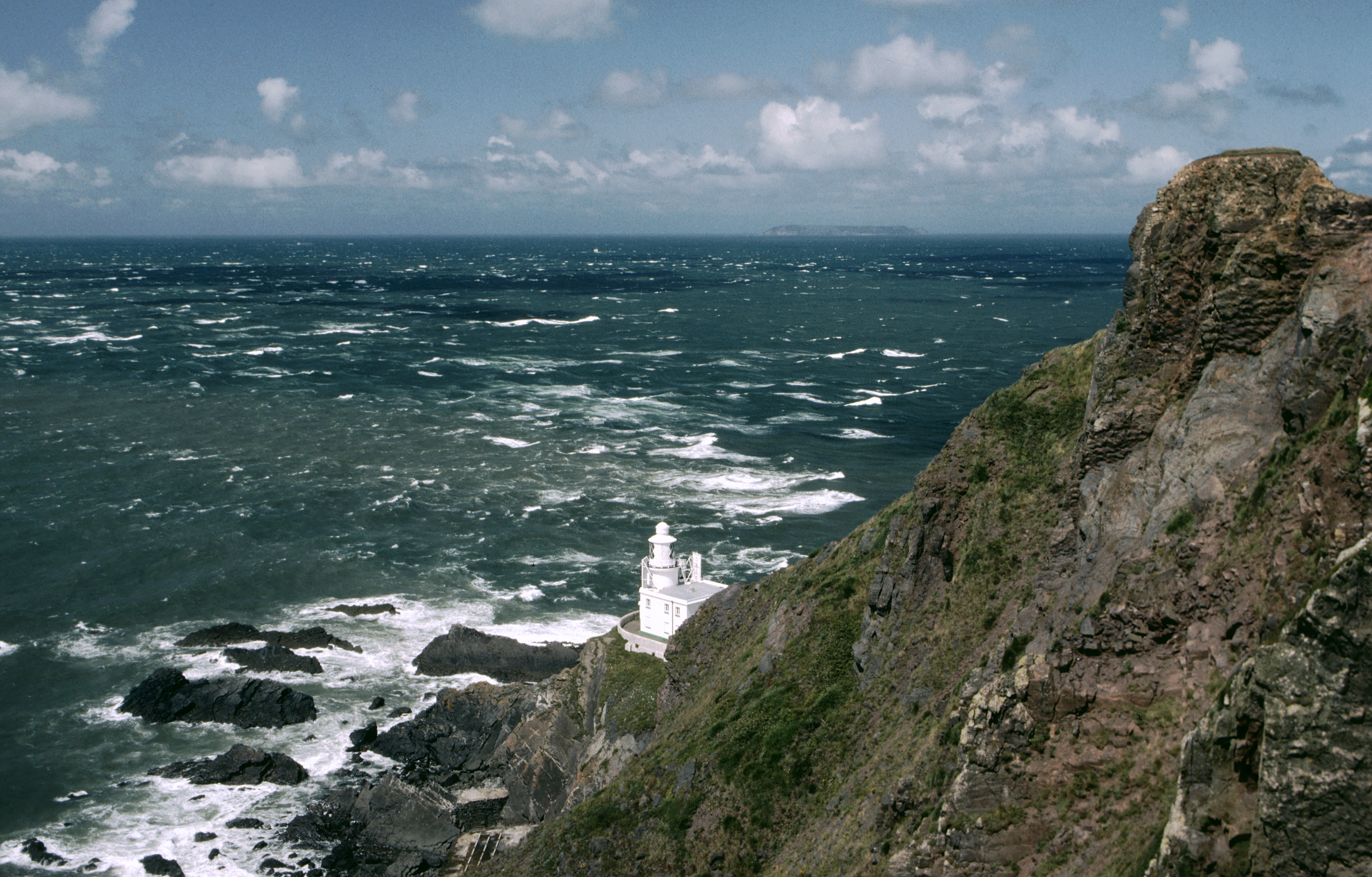
Leuchtturm am Hartland Point; in der Ferne die Insel Lundy

Das in angelsächsischer Zeit gegründete Hartland nahe dem Bristol Channel ist die nordwestlichste Stadt in der südwestenglischen Grafschaft Devon. Zur Gemeinde gehören das Dörfchen Stoke im Westen und die Ortschaft Meddon im Süden.
Hartland war bis in Tudor-Zeiten ein wichtiger Hafen und bildet heute das Zentrum der ländlichen Region; touristisch ist der Ort eher unbedeutend. Allerdings ist er ein günstiger Ausgangspunkt für Wanderungen entlang des South West Coast Path mit seiner spektakulären Küstenszenerie. Von dort reicht der Blick bei günstiger Witterung bis zur 16 km entfernten Insel Lundy.
Nahe bei Hartland befindet sich der Hartland Point, an dem der Küstenverlauf vom Atlantischen Ozean in den Bristol Channel übergeht. Es gibt dort einen wichtigen Leuchtturm, der 1874 errichtet wurde. Bis dahin diente den Seeleuten der fast 40 m hohe Kirchturm der aus dem 15. Jahrhundert stammenden Pfarrkirche St. Nectan in Stoke als Orientierungspunkt.
Der Hafen der Stadt, Hartland Quay, liegt weiter südlich. Er wurde ursprünglich Ende des 16. Jahrhunderts errichtet aber im Jahr 1887 vom Meer weggespült. Die Ausstellungsstücke im Shipwreck Museum vermitteln ein Bild von den Gefahren der Küstenschifffahrt und von historisch interessanten Stätten der Region.
Nicht weit entfernt liegt die von Gytha, Mutter König Harolds II., im Jahr 1060 als Kollegiatstift für Säkularkanoniker gegründete Hartland Abbey. Im 12. Jahrhundert wurde sie in ein Kloster für Augustinermönche umgewandelt. Die ursprünglichen Gebäude und die späteren Anbauten wurden 1779 durch das heutige, im gotischen Stil erbaute Haus ersetzt.